# 凡布
凡布（法語：Faimbe，法語發音：[fɛ̃b]）是法国杜省的一个市镇，位于该省东北部，属于蒙贝利亚尔区。

## 地理
凡布（47°29'17"N, 6°36'49"E）面积1.97 平方千米，位于法国勃艮第-弗朗什-孔泰大區杜省，该省份为法国东部内陆省份，北起上索恩省，西接汝拉省，东部及东南部与瑞士接壤，东北部与贝尔福地区省接壤。
与凡布接壤的市镇（或旧市镇、城区）包括：布勒蒂涅、蒙特努瓦、奥南。

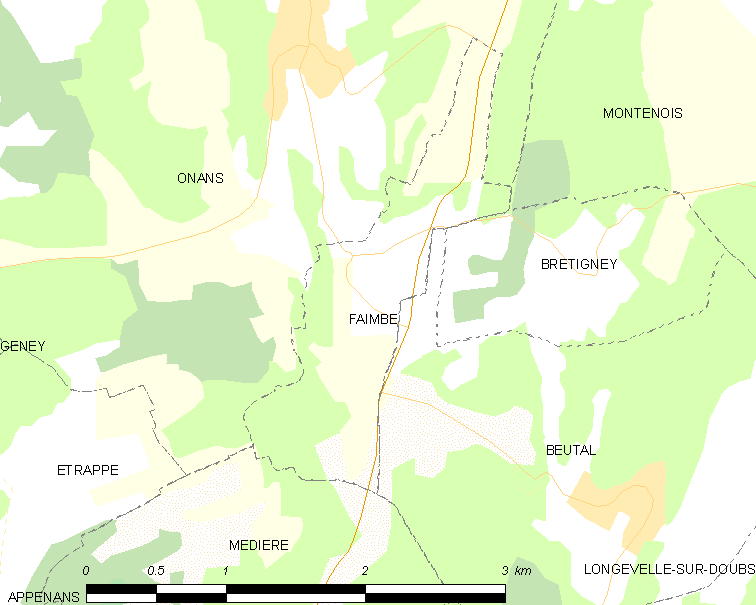
凡布的OSM定位图

凡布的时区为UTC+01:00、UTC+02:00（夏令时）。

## 行政
凡布的邮政编码为25250，INSEE市镇编码为25232。

## 政治
凡布所属的省级选区为巴旺县。

## 人口

1962-2008年间凡布人口变化图示

凡布于2022年1月1日时的人口数量为100人。